# 神田莉緒香
神田 莉緒香（かんだ りおか、1992年3月26日 - ）は、日本のシンガーソングライター、舞台女優、ラジオパーソナリティである。Goose house卒業後（元PlayYou.house）、ソロ活動に専念。千葉県浦安市出身。

## 来歴
4歳の時からピアノを始め、その後は演劇や舞台での活動を中心に行っていたが、高校2年で初ライブとして参加したSonyMusic系ライブ型オーディションにてグランプリを獲得したことをきっかけに2008年からシンガーソングライターとしての活動を開始し、ライブハウスなどでの活動を行う。
2010年6月にはソニーのウォークマン『Play You.』プロジェクトの一つである「PlayYou.House」に参加（現Goose house）。2011年からはバンド「tea spoon」を結成。
2012年3月には20歳を記念して初の（自主制作）ミニアルバム「I like it.」を発売し、ライブ会場および自身のHPでの通販のみで半年で1000枚を売り切る。同年秋より中村タイチをプロデューサーに迎えデビューに向けての準備を開始。これに伴い、翌年の2013年3月にGoose houseからの卒業を発表し、3月31日をもって正式に卒業した。4月には自身の1stシングル「boyfriend?」を発売し、更に7月には2ndシングル「Twilight」も発売した。
隔週水曜日22:00よりツイキャスにて『KANDAFUL TV』を配信。主に自身の曲を音源化・未音源化関わらずキーボードにて弾き語りを行う。2015年1月5日放送分では瞬間視聴者数が1000人を突破した。また、これ以外にも突発的にツイキャスを配信することがあり、こちらでも主に弾き語りを行っている。2015年2月26日20:00から翌27日20:00過ぎまで24時間で100曲（実際には105曲）歌う企画を行い完奏、その時の瞬間最大視聴者数は2000人を超えた。このようなSNSなどのインターネットを駆使した活動に力を入れている。2015年10月よりニッポン放送で初の冠レギュラー番組となる『神田莉緒香のKANDAFUL RADIO』がスタート。
2015年4月24日〜10月12日の期間、「KANDAFUL WORLD 拡大計画2015」と題して全国47都道府県を回り弾き語りツアーを敢行した。ファンに対していつも会いに来てくれるばかりなので、自分からも会いに行きたいという強い思いから実現した。
音楽専門クラウドファンディングサイト（muevo[ミュエボ]）にて「KANDAFUL WORLD 拡大計画 渋谷ジャック大作戦!!」と題して、1ヶ月後に行われる赤坂BLITZでのワンマンライブに向けて、渋谷のジャックイベントを企画した。目標金額に対して達成度247%という数字を記録した。これにより、渋谷駅前の巨大ビジョンに1時間に1回の広告を4面同時に映し出した。また広告トラックを渋谷周辺で走行させた。
2016年3月13日〜9月10日、大阪・Music Club JANUS公演を皮切りに「KANDAFUL WORLD 拡大計画2016」と題して、2年目となる全国24カ所を回る弾き語りツアーを全て一人で敢行した。
2017年春に所属レーベルをユニバーサルGEARに移籍し、6月7日にミニ・アルバム「ACCELERATOR」をリリース。自身初のメジャーレーベルからのリリースとなった。

## 人物
尊敬するアーティストとしてチャットモンチー、いきものがかり、aikoなどを挙げており、自身の配信等でカバー曲を披露することもある。

## 活動

### ツアー
- トワイライトツアー
  - 2013年7月24日（水）、新潟・GOLDEN PIGS BLACK
  - 2013年7月27日（土）、大阪・福島LIVESQUARE 2nd Line
  - 2013年8月23日（金）、札幌・COLONY

- KANDAFUL WORLD拡大計画2015 全国47都道府県弾き語りツアー（2015年4月24日（金） - 10月12日（月））

- KANDAFUL WORLD 拡大計画2016（略称：KWKK2016） 全国24カ所弾き語りツアー（2016年3月13日（日） - 9月10日（土））
- PRIMAL ACCELERATION TOUR 関東ライブハウスツアー 2017（2017年6月17日（土） - 8月1日（日））
  - 2017年6月17日（土）、西川口・Hearts
  - 2017年6月25日（日）、横浜・baysis
  - 2017年6月30日（金）、柏・PALOOZA
  - 2017年7月7日（金）、宇都宮・HEAVEN’S ROCK
  - 2017年8月1日（日）、渋谷・STAR LOUNGE
- めぐりツアー（2018年2月11日（日） - 3月27日（火））
- めぐり拡大計画47都道府県ツアー（2018年6月30日（土） - 2019年3月26日（火））

### ワンマンライブ・自主企画ライブ
2011年
- わたくし、神田莉緒香と申します。（2011年12月11日（日）、北参道strobe cafe）

2013年
- KANDAFUL WORLD vol.1（2013年4月25日（木）、原宿アストロホール）
- KANDAFUL WORLD vol.2 〜黒ハリーさんの逆襲〜（2013年10月31日（木）、原宿アストロホール）

2014年
- KANDAFUL WORLD vol.3 〜19:26からはじまるWonderful World 〜（2014年3月26日（水）、渋谷 duo MUSIC EXCHANGE）
- KANDAFUL WORLD vol.4 〜アジサイの咲く丘で〜（2014年6月20日（金）、渋谷大和田伝承ホール）
- KANDAFUL忘年会（2014年12月30日（火）、原宿ストロボカフェ）

2015年
- KANDAFUL WORLD vol.5 TOKYO/OSAKA
  - 東京公演（2015年3月26日（金）、渋谷 DUO MUSIC EXCHANGE）
  - 大阪公演（2015年3月30日（月）、心斎橋 MUSIC CLUB JANUS）
- KANDAFUL WORLD 拡大計画「渋谷ジャック大作戦!!」イベント招待プラン限定イベント（2015年11月21日（土）、原宿ストロボカフェ）
- KANDAFUL WORLD vol.6 いつだってベスト！（2015年12月21日（月）、赤坂BLITZ）
- KANDAFUL TV公開放送 忘年会スペシャルライブ（2015年12月28日（月）、原宿ストロボカフェ） - Guest：長谷川唯

2016年
- 神田莉緒香 自主企画ライブ「かんだりと。2016 ①」（2016年1月21日（木）、原宿ストロボカフェ） - Guest：Kaco/田中桜
- 神田莉緒香 自主企画ライブ「かんだりと。2016 ②」（2016年2月28日（日）、原宿ストロボカフェ） - Guest：河合杏林/TOMOO
- KWKK 2016 OSAKA/TOKYO 
  - 大阪公演（2016年3月13日（日）、心斎橋 MUSIC CLUB JANUS）
  - 東京公演（2016年3月24日（木）、渋谷 DUO MUSIC EXCHANGE）
- 神田莉緒香 自主企画ライブ「かんだりと。2016 ③」（2016年3月28日（月）、原宿ストロボカフェ） - Guest：木村正英
- 桜イルミネーション・第一部、第二部（2016年4月2日（土）、オービィ横浜・施設内カフェスペース）
- 神田莉緒香 自主企画ライブ「かんだりと。2016 ④」（2016年5月25日（水）、原宿ストロボカフェ） - Guest：奈良ひより/YuReeNa
- 神田莉緒香 自主企画ライブ「かんだりと。2016 ⑤」（2016年6月29日（水）、原宿ストロボカフェ） - Guest：備前守
- 神田莉緒香 自主企画ライブ「かんだりと。2016 ⑥」（2016年7月28日（木）、原宿ストロボカフェ） - Guest：瀬川あやか
- KANDAFUL WORLD vol.7 大きくて小さい世界（2016年11月12日（土）、赤坂BLITZ）
- anzunomoto#1 Start up live event（anzu 初ライブ＆イベント）（2016年12月3日（木）、原宿ストロボカフェ） - Guest出演
- 神田莉緒香 自主企画ライブ「かんだりと。special KANDAFUL忘年会 2016」（2016年12月30日（金）、原宿ストロボカフェ） - Guest：中村千尋

2017年
- 神田莉緒香 自主企画ライブ「かんだりと。2017 ⑦」（2017年1月22日（日）、原宿ストロボカフェ） - Guest：まきちゃんぐ / GIVE ME OW
- KANDAFUL WORLD ACO
  - 東京公演(2017年3月24日(金)、東京キリスト品川教会 )
  - 名古屋公演(2017年3月31日(金)、名古屋市千種文化小劇場)
- 神田莉緒香 自主企画ライブ「かんだりと。2017 ⑧」（2017年5月10日（水）、原宿ストロボカフェ） - Guest：大原ゆい子/ヒナタとアシュリー
- 神田莉緒香 自主企画ライブ「かんだりと。久しぶりの北参道スペシャル」（2017年8月23日（水）、北参道ストロボカフェ） - Guest：鈴木友里絵
- KANDAFUL WORLD vol.8（2017年11月1日（水）、マイナビBLITZ赤坂）

2018年
- KANDAFUL WORLD ACO Vol.2（2018年3月27日（火）、銀座ヤマハホール）
- 神田莉緒香 自主企画ライブ「かんだりと。2018 vol.1」（2018年5月9日（水）、原宿ストロボカフェ） - Guest：瀬川あやか
- 神田莉緒香とwacciの「歌ったり、セッションしたり、わちかんだり。」（2018年9月5日(水)、彩の国さいたま芸術劇場小ホール）
- KANDAFUL WORLD Vol.9 東名阪トリオワンマン
  - 東京公演（2018年11月18日（日）、渋谷WWW）
  - 大阪公演（2018年11月23日（金）、梅田TRAD）
  - 名古屋公演(2018年11月24日（土）、池下 CLUB UPSET)

2019年
- KANDAFUL WORLD 「超」拡大計画（2019年1月14日（月）、渋谷ストリームホール） - Guest：トミタ栞/瀬川あやか/anzu
- KANDAFUL WORLD Vol.10（2019年3月26日（火）、Zepp ダイバーシティ東京）

### 単独ラジオ
- ニッポン放送ホリデースペシャル「荘口彰久・神田莉緒香のHAPPY MUSIC SELECTION」（ニッポン放送、2015年5月4日 月曜、13:00 - 16:00）
- YuNiのオールナイトニッポンi（ニッポン放送 PODCAST STATION、ep48.今回も神田莉緒香さん登場！YuNiポンシーズン２ハードモード！[9]）
- 「神田莉緒香 生放送で、今夜は。」

（ニッポン放送、2024年3月17日 月曜、19:00 - 20:00、生放送）
- 神田莉緒香のKANDAFUL RADIO（ニッポン放送、2024年10月6日 - 、日曜 24:50 - 25:00）

### 舞台
- 第1回園田英樹演劇祭「五色ロケットえんぴつ/ミナカミ/カナリア」（2013年3月27日 - 4月4日、下北沢・小劇場楽園）
  - プレビュー公演（3月27日 - 3月29日）
  - 本公演（3月30日 - 4月4日）

「五色ロケットえんぴつ」- みほ 役、「ミナカミ」- リオカ 役、スタッフとして音楽を担当（楽曲提供）
- 「人狼 ザ・ライブプレイングシアターＸ 吸血鬼～渇愛の宴～」（2013年6月13日 - 16日、吉祥寺シアター） - ピアニスト・エリーゼ 役
- You-keysプロデュース公演 vol.10「たりない写真、歌えなかった唄のために」（2013年10月12日 - 16日、西日暮里・戸野広浩司記念劇場） - 主演：泉あかり 役
- 第2回園田英樹演劇祭「カナリア/バックホーム/タイムポンポン/髪飾りのかたち」（2014年5月20日 - 6月1日、椎名町・シアター風姿花伝）

「カナリア」- 主演：佐々木アリサ 役、「バックホーム」- 主演：北澤さくら 役
- 第4回園田英樹演劇祭「ミュージカル『バックホーム』」（2016年7月8日 - 7月18日、新宿三丁目・SPACE梟門） - 主演：北澤さくら 役
- 第5回園田英樹演劇祭「ミュージカル『バックホーム』」（2017年12月21日 - 12月28日、新宿・シアターミラクル） - 主演：北澤さくら 役
- 劇団5454「ねもはも」（2024年11月22日 - 24日、ターミナルプラザことにパトス / 12月4日 - 8日、赤坂RED/THEATER）[10]

## ディスコグラフィ

### シングル
| No. | リリース日     | タイトル                                     | 収録曲                                                                              | 備考                     | フォーマット | 規格品番    |
| --- | -------------- | -------------------------------------------- | ----------------------------------------------------------------------------------- | ------------------------ | ------------ | ----------- |
| 1st | 2013年4月12日  | boyfriend?                                   | 1. boyfriend? 2. 両思い切符 3. 笑って                                               | 現在は生産終了している。 | 12cmCD       | HIMUCD-0001 |
| 2nd | 2013年7月10日  | Twilight                                     | 1. Twilight 2. 炭酸ペットボトル 3. 線香花火                                         | 現在は生産終了している。 | 12cmCD       | HIMUCD-0002 |
| 3rd | 2014年8月6日   | SetsuNatsu                                   | 1. SetsuNatsu 2. スーパーカー 3. Sunny Day Sunday（センチメンタル・バスのカヴァー） |                          | 12cmCD       | POCS-1177   |
| 4th | 2015年8月19日  | 星 / いっぱいいっぱい / Welcome to the music | 1. 星 2. いっぱいいっぱい 3. Welcome to the music                                   |                          | 12cmCD       | HIMUCD-0008 |
| 5th | 2017年8月23日  | 愛と叫びたいんだ                             | 1. 愛と叫びたいんだ                                                                 |                          | 配信シングル |             |
| 6th | 2018年2月7日   | めぐり                                       | 1. めぐり                                                                           |                          | 配信シングル |             |
| 7th | 2018年11月15日 | ここから                                     | 1. ここから                                                                         |                          | 配信シングル |             |
| 8th | 2020年5月16日  | うたかたcircus                               | 1. うたかたcircus -弾き語りver. - 2. うたかたcircus                                 |                          | 配信シングル |             |

### フル・アルバム
| No. | リリース日    | タイトル           | 収録曲 | 備考                                           | フォーマット | 規格品番  |
| --- | ------------- | ------------------ | --- | ---------------------------------------------- | ------------ | --------- |
| 1st | 2014年4月16日 | Wonderful World    | 1. World Entrance 2. H.P.B.D. 3. boyfriend? (album ver.) 4. Wonderful world 〜こんな僕にも彼女が出来ました〜 5. くるり 6. candy kiss 7. トクベツ 8. 0:00 9. Hands up! 10. 炭酸ペットボトル (album ver.) 11. Twilight (album ver.) | 初回特典 ポストカード(全6種) ※店舗により異なる | 12cmCD       | HICD-0005 |
| 2nd | 2016年11月9日 | 大きくて小さい世界 | 1. 走れハリネズミ 2. 大きくて小さい世界 3. ん。 4. 僕と君のストーリー 5. バンビ 6. 見上げた君に願うこと 7. さいごに 8. 帰る場所 9. くつズレ 10. ハッピーソング 11. 花びらの波                                                     |                                                | 12cmCD       | HICD-0011 |

### ミニ・アルバム
| No. | リリース日    | タイトル               | 収録曲 | 備考                                                                                    | フォーマット | 規格品番  |
| --- | ------------- | ---------------------- | --- | --------------------------------------------------------------------------------------- | ------------ | --------- |
| 1st | 2012年3月26日 | I like it.             | 1. オーケイ 2. 0:00 3. 両思い切符 4. ララブランコ 5. くるり 6. 流れ星                                                       | 自主制作盤 2012年3月よりライブ会場および通販サイトなどで発売。 現在は生産終了している。 | 12cmCD       | なし      |
| 2nd | 2015年3月27日 | TOKYO / OSAKA          | 1. TOKYO / OSAKA 2. オーケイ 3. オトシモノ 4. チェックワンツー 5. Have a good one.                                          |                                                                                         | 12cmCD       | HICD-0007 |
| 3rd | 2017年6月7日  | ACCELERATOR            | 1. MOONSHOT 2. FULL-DRIVE 3. ゆりかご 4. 希望的観測 5. I'm home                                                             |                                                                                         | 12cmCD       | POCS-1595 |
| 4th | 2018年6月27日 | ハリネズミの針路       | 1. 愛と叫びたいんだ 2. ハリネズミの針路 3. ストリームライン 4. めぐり 5. ちいさな怪獣へ 6. それだけのこと 7. スポットライト |                                                                                         | 12cmCD       | BSMU-0027 |
| 5th | 2019年3月27日 | 主人公になれなくても、 | 1. 今夜ひとり、見えない月の下で。 2. 主人公になれなくても、 3. スターダスト 4. YELLOW! 5. ここから 6. モノローグ            | 3月16日にZepp Divercityにて行われたワンマンより先行発売                                 | 12cmCD       | BSMU-030  |
| 6th | 2020年4月15日 | 春にして君にうたう     | 1. 月夜の交信 2. 青々春々 3. 針金ハンガー 4. 真珠と女の子 5. これからのはなし                                               |                                                                                         | 12cmCD       | BSMU-035  |

### ベスト・アルバム
| No. | リリース日     | タイトル          | 収録曲 | 備考                                          | フォーマット | 規格品番  |
| --- | -------------- | ----------------- | --- | --------------------------------------------- | ------------ | --------- |
| 1st | 2015年12月23日 | いつだってベスト! | DISC 1 1. boyfriend? 2. 両思い切符 3. 炭酸ペットボトル 4. 線香花火 5. H.P.B.D. 6. くるり 7. TOKYO / OSAKA 8. オーケイ 9. 流れ星 10. 星 DISC 2 1. Wonderful world 〜こんな僕にも彼女が出来ました〜 2. トクベツ 3. SetsuNatsu 4. 笑って 5. ロンリーにさよならを 6. × (弾き語りVer.) 7. I sing (弾き語りVer.) | 初回特典：ステッカー(全4種) ※店舗により異なる | 12cmCD 2枚組 | HICD-0010 |

### DVD
| No. | リリース日    | タイトル                                                      | 備考                                       | フォーマット | 規格品番  |
| --- | ------------- | ------------------------------------------------------------- | ------------------------------------------ | ------------ | --------- |
| 1st | 2015年11月9日 | KANDAFUL WORLD Vol.5 TOKYO/OSAKA TOUR 3.26 TOKYO OFFICIAL DVD | 2015年3月26日のTOKYO公演を収録             | 12cmDVD      | HIDD-0001 |
| 2nd | 2016年3月13日 | KANDAFUL WORLD Vol.6 ITSUDATTE BEST! 12.21 TOKYO OFFICIAL DVD | 2015年12月21日の赤坂BLITZ公演を収録        | 12cmDVD      | HIDD-0002 |
| 3rd | 2017年2月1日  | KANDAFUL WORLD Vol.7 BIG AND SMALL WORLD                      | 2016年11月12日の赤坂BLITZ公演を収録        | 12cmDVD      | HIDD-0003 |
| 4th | 2018年3月27日 | KANDAFUL WORLD Vol.8                                          | 2017年11月1日のマイナビBlitz赤坂公演を収録 | 12cmDVD      | HIDD-0004 |